# Cesare Costa (arcivescovo)
Cesare Costa (Macerata, 1530 – Napoli, 2 febbraio 1602) è stato un arcivescovo cattolico, diplomatico e giurista italiano.

## Biografia
Nacque nel 1530 a Macerata da nobile famiglia originaria di Assisi, era figlio di Giuliano e Selvaggia Gabuzi.
Appassionato cultore degli studi classici e della lingua greca, nel 1549 ai corsi di diritto dell'Università di Macerata, allievo del professore Ludovico Borghese da Siena. Il 26 luglio 1554 conseguì il dottorato in utroque iure e pochi giorni dopo venne chiamato alla stessa università come lettore. 
Nel 1558 è riportato nel collegio degli avvocati e procuratori della città e il 9 giugno 1560 fu inviato a Roma quale "eccellente iureconsulto" per trattare gli affari riguardanti il comune. 
Dopo il 1560 venne nominato referendario apostolico ed entrò a far parte della commissione dei correctores romani, incaricati della correzione e della pubblicazione del Decretum di Graziano. In questo ruolo contribuì alla redazione, completata nel 1582, del Corpus iuris canonici, che fu promulgato da papa Gregorio XIII. Partecipò poi alla commissione (presieduta dal cardinale Domenico Pinelli) che redasse il Liber septimus decretalium, che fu presentato nel 1598 a papa Clemente VIII che, però, ne bloccò la pubblicazione.
In quegli anni strinse rapporti con i cardinali membri delle commissioni, con Carlo Borromeo (che nel 1567 rinunciò all'abbazia di San Vincenzo al Volturno in suo favore) e con Filippo Neri, aderendo alla Congregazione dell'oratorio e recandosi a Napoli per promuoverne la presenza.
Il 19 dicembre 1572, dopo la rinuncia del cardinale Niccolò Caetani di Sermoneta, papa Gregorio XIII lo nominò arcivescovo metropolita di Capua; ricevendo la consacrazione episcopale entro la fine dello stesso anno. Prese possesso solennemente della sua diocesi la domenica delle Palme del 1573.
Come arcivescovo celebrò il sinodo provinciale nel 1587, ma dalle osservazioni fatte dal cardinale Roberto Bellarmino, ma soprattutto dalle sue frequenti assenze dalla diocesi, dovute ai lavori per l'edizione del Corpus iuris canonici, non sembra che la sua attività sia stata particolarmente intensa.
Il 22 giugno 1585 papa Sisto V, che lo conosceva fin dai tempi dell'insegnamento all'università, lo nominò nunzio apostolico nella Repubblica di Venezia.
Durante lo svolgimento della sua nunziatura, poté godere di un clima di intesa tra i due Stati, dovuta alla minaccia costituita dall'Impero ottomano. Pertanto, in quel periodo le controversie furono poche e appianate con facilità. 
Le uniche vere proteste che rivolse contro la politica veneziana in tutto il periodo della sua permanenza nella città lagunare furono dovute alle conseguenze della lotta della Repubblica contro gli Uscocchi, che spesso portavano al sequestro di navi mercantili dello Stato pontificio provenienti da Fiume.
Il 16 novembre 1587 venne richiamato a Roma e sostituito da Girolamo Matteucci, mentre alla morte del pontefice preferì ritirarsi nella sua diocesi, anche se fu più volte presente a Roma negli anni seguenti per curare l'edizione del Liber septimus.
Morì a Napoli il 2 febbraio 1602 e venne sepolto nella cattedrale di Capua.

## Successione apostolica
La successione apostolica è:
- Cardinale Gianfrancesco Morosini (1585)